# Ана Севић
Ана Севић (Ужице; 20. новембар 1985) српска је певачица и телевизијска водитељка.

## Биографија
Севићева је рођена 20. новембра 1985. године у Ужицу, где је завршила основну школу „Душан Јерковић”. Потиче из музикалне породице. Њен деда, Језда, био је познат као хармоникаш широм Србије као звезда Подриња, а баба јој је певача у шабачком хору 66 девојака. Када је имала петнаест година са породицом се преселила у Београд где је завршила средњу туристичку школу. Похађала је музичку школу Александре Радовић, али је одлучила да каријеру настави у другачијем правцу.

## Каријера
Севићева започиње каријеру 2010. године, као учесница музичког такмичења Звезде Гранда. Иако није доспела до финала, Севићева се допала челницима издавачке куће Grand Production. Од 2012. до 2013. године, била је водитељка истог такмичења, заједно са Миланом Митровићем.
Године 2012. је учествовала на Гранд фестивалу где је извела песму „К'о наручен”. Године 2014. је објавила песму „Сад је касно” и дует „Ти си та”, са тадашњим супругом Дарком Лазићем. Године 2015. објављује песму „Ламборгини” и води музичко такмичење Неки нови клинци.
Године 2024. поново постаје водитељка музичког такмичења "Звезде Гранда"

## Дискографија

### Синглови
- Мили мој (2012)
- К'о наручен (Гранд Фестивал, 2012)
- Сад је касно (2012)
- Ламборгини (2015)
- Делиријум (дует са Кеџијем) (2019)

### Фестивали
- 2012. Гранд фестивал — К'о наручен

### Дуети
- 2015. Ти си та — са Дарком Лазићем, песма има и другу верзију у којој није Ана, већ певачица Тања Савић